# 乌兰陶勒盖高勒
乌兰陶勒盖高勒，位于中国内蒙古自治区中部的一条河，发源于包头市达尔罕茂明安联合旗小文公乡黄合少村母花以力更南山顶，蜿蜒向西偏北流，经大井村，于哈日格那转北流，过满罕进入乌兰察布市四子王旗境内，蜿蜒向北，经红格尔苏木白彦花嘎查，于巴音敖包苏木宝力格嘎查阿日斯郎庙东北汇入图古木诺尔。河长130.3千米，流域面积2429.15平方千米，河道平均比降3.52‰。乌兰陶勒盖高勒除满罕至乌兰额日格间有间歇水，其余均为干河。
在2021年四子王旗人民政府发布河湖管理范围划定成果的公告中，划定的乌兰陶勒盖郭勒在四子王旗境内的管理范围边界线长度为170.3千米（左岸85.04千米，右岸85.26千米），面积31.48平方千米。